# Fahrenheit (spel)
Fahrenheit, även känt som Indigo Prophecy i nordamerika, är titeln på ett datorspel utvecklat av Quantic Dream och publicerat av Atari år 2005. Spelet gavs ut till PC, Playstation 2 och Xbox i september 2005.
Spelet har en unik och nyskapande spelstil där utvecklaren har strävat efter en upplevelse som liknar en film. Spelaren tar kontrollen över diverse karaktärer som uppenbarar sig under berättelsens gång, men den karaktär som man huvudsakligen spelar som är en man vid namn Lucas Kane. Lucas befinner sig på en toalett till en restaurang då han helt utan förvarning hamnar i trans, angriper och dödar en främling. Spelaren får därefter i uppgift att ta reda på varför detta mord egentligen inträffade, medan man också ska försöka ta kontroll över två poliser, Carla och Tyler, som ska ta reda på vem som utförde mordet. 
En remastrad version av spelet, kallad Fahrenheit: Indigo Prophecy Remastered släpptes till Windows, Mac, Linux, iOS och Android i början av 2015 och innehöll nyheter som bättre grafik och fullt stöd för diverse spelkontroller. Fahrenheit: Indigo Prophecy Remastered utvecklades av Aspyr Media och är baserat på den oklippta, ocensurerade, internationella versionen av spelet.